# Youcef Bechou
Youcef Bechou (en arabe يوسف بشو) né le 1er mars 1997 à Douera dans la wilaya d'Alger, est un footballeur algérien. Il évolue au poste d'attaquant au Trofense.

## Biographie
Le 25 août 2017, il fait ses débuts professionnels en première division algérienne avec le CR Belouizdad, en tant que remplaçant contre l'USM Bel Abbès (victoire 2-0).
En 2018, il participe à la Coupe de la confédération. Son équipe s'incline au second tour face au club ivoirien de l'ASEC Mimosas.
Lors de la saison 2018-2019, il inscrit sept buts en championnat. Le 3 avril 2019, lors de la 23e journée, il se met en évidence en marquant un doublé face sur la pelouse de l'USM Alger (victoire 2-3).
Le 8 juin 2019, il remporte la Coupe d'Algérie, en battant la JSM Béjaïa en finale (victoire 2-0).

## Palmarès
CR Belouizdad
- Coupe d'Algérie (2) :
  - Vainqueur : 2018-19.
    - Champion d'Algérie avec le CR Belouzidad 2019-2020.
    - Vainqueur de la supercoupe d'Algérie en 2020 avec le Cr Belouizdad